# Udinia catori
Udinia catori är en insektsart som först beskrevs av Green 1915.  Udinia catori ingår i släktet Udinia och familjen skålsköldlöss. Inga underarter finns listade i Catalogue of Life.